# Izsev
Izsév (tudi síj in redkeje luminóznost, ter nepravilno svetlost ali svetilnost) (oznaka L) je v astronomiji količina energije, ki jo astronomsko telo izseva na enoto časa, oziroma oddana moč sevanja v obliki fotonov. Izsev v fizikalnem merilu ustreza svetlobnemu toku, oziroma skupnemu izsevanemu svetlobnemu toku. Največkrat, še posebej zgodovinsko gledano, v astronomiji govori o izsevu zvezd, izraz pa velja tudi na primer za galaksije ali druga telesa.

## Merjenje izseva
Izsev zvezd se meri na dva načina: navidezno, ki vključuje le vidno svetlobo, in bolometrično (skupno izsevano energijo). Bolometer je merilna priprava, ki meri izsevano energijo na širokem pasu z absorpcijo in merjenjem toplote. Kadar ni naznačeno, izsev pomeni bolometrični izsev, katerega izpeljana enota SI je watt ali je izražen s Sončevim izsevom L⊙, ki je enak 3,827 · 1026 W.
Izsev je resnična konstanta, neodvisna od razdalje. Meri se kot absolutni izsev, ki odgovarja navideznem siju, oziroma bolometrična magnituda odgovarja bolometričnemu izsevu. Za razliko je navidezni sij obratno kvadratno odvisen od razdalje. Vidni sij se po navadi meri z magnitudami navideznega sija, ki so logaritemske.

## Izsev zvezde
Izsev je pomembna značilnost zvezd, ki pomaga primerjati med seboj različne tipe zvezd na diagramih kot sta spekter-izsev ali masa-izsev.
Točkasto svetilo naj seva enakomerno v vse smeri. Votla krogla s središčem v svetilu bo od znotraj v celoti osvetljena. S povečanjem polmera krogle, oziroma razdalje od točkastega svetila r, se povečuje tudi površina krogle S, zaradi česar se sorazmerno s kvadratom razdalje zmanjša gostota svetlobnega toka j:
{\displaystyle j={\frac {P}{S}}={\frac {P}{4\pi r^{2}}}\!\,.}
Izsev zvezde ({\displaystyle P\equiv L^{*}}), če se jo misli kot idealno črno telo, s polmerom r in efektivno površinsko temperaturo TE, je dan prek Stefan-Boltzmannovega zakona:
{\displaystyle L^{*}=4\pi r^{2}j^{\star }=4\pi r^{2}\sigma T_{E}^{4}\!\,,}
kjer je σ Stefanova konstanta.

## Zgledi

### Sonce
Za Sonce s polmerom r⊙ in površinsko temperaturo T⊙ je:
{\displaystyle L_{\odot }=4\pi r_{\odot }^{2}\sigma T_{\odot }^{4}=4\cdot \pi \cdot (6,960\cdot 10^{8})^{2}\cdot 5,670400\cdot 10^{-8}\cdot 5780^{4}=3,853\cdot 10^{26}\,{\hbox{W}}\!\,.}
Gostota svetlobnega toka s Sonca na zunanjem robu Zemljinega ozračja je enaka (solarna konstanta):
{\displaystyle j_{\odot }={\frac {L_{\odot }}{4\pi a_{0}^{2}}}={\frac {3,853\cdot 10^{26}}{4\cdot \pi \cdot 149597870660^{2}}}=1371\,{\hbox{W/m}}^{2}\!\,.}
{\displaystyle a_{0}} je tukaj srednja razdalja med Zemljo in Soncem (astronomska enota). V njegovem zveznem spektru ustreza 1 W približno 100 lumnov. Na površju Zemlje je zaradi absorpcije gostota svetlobnega toka manjša. V jasnem vremenu je približno 1 kW/m2, v oblačnem pa še manj. Gostota izsevanega svetlobnega toka s Sonca j⊙* je:
{\displaystyle j_{\odot }^{*}=j_{\odot }\left({\frac {a_{0}}{r_{\odot }}}\right)^{2}=1371\cdot \left({\frac {149597870660}{6,960\cdot 10^{8}}}\right)^{2}=63,3\,{\hbox{MW/m}}^{2}\!\,.}

### Zvezde glavnega niza
Če se deli enačbo za izsev s Sončevim izsevom, se dobi izraz za izsev v Sončevih enotah:
{\displaystyle {\frac {L}{L_{\odot }}}={\left({\frac {r}{r_{\odot }}}\right)}^{2}{\left({\frac {T}{T_{\odot }}}\right)}^{4}\!\,.}
Za zvezde iz glavnega niza, je izsev povezan z maso z eksperimentalno dobljenim izrazom:
{\displaystyle L\sim m^{3,9}\!\,,}
oziroma v Sončevih enotah:
{\displaystyle {\frac {L}{L_{\odot }}}\sim {\left({\frac {m}{m_{\odot }}}\right)}^{3,9}\!\,.}
Tu je m⊙ Sončeva masa. Lepo se vidi da so izsev, temperatura, polmer in masa zvezde povezani.

#### Navidezni sij na dani razdalji
Magnituda zvezde je logaritmična količina njenega izmerjenega navideznega sija. Navidezni sij je opazovana količina z Zemlje, absolutni izsev pa je navidezni sij na razdalji 10 parsekov. Z danim vidnim izsevom (in ne celotnim) je moč izračunati navidezni sij zvezde z dane razdalje:
{\displaystyle m_{\star }=m_{\odot }-2,5\log _{10}\left({L_{\star } \over L_{\odot }}\left({\frac {r_{\odot }}{r_{\star }}}\right)^{2}\right)\!\,,}
oziroma z danim navideznim sijem Sonca {\displaystyle m_{\odot }\!\,}, ki znaša -26,73m:
{\displaystyle m_{\star }=-2,72-2,5\log \left({\frac {L{\star }}{a_{\star }}}\right)^{2}\!\,.}
Kako svetla bi bila zvezda podobna Soncu na razdalji 4,3 svetlobnega leta, na razdalji najbližje zvezde α Kentavra?
{\displaystyle m_{\odot |4,3}=-2,72-2,5\log \left({\frac {1}{4,3}}\right)^{2}=0,45^{\mathrm {m} }\!\,.}
Zvezda z navideznim sijem 0,45m bi bila zelo svetla, vendar je α Kentavra z navideznim sijem -0,01m in izsevom (1,519 L⊙) videti svetlejša.
Leta 1856 je Norman Robert Pogson ugotovil, da fotometrične meritve zvezd z navideznim sijem 1m dajo stokrat večjo vrednost  svelobnega toka na dani razdalji astronomske enote v fizikalnem merilu od tistih z magnitudo 6m. Na ta način je formaliziral Hiparhov sistem razvrstitve z logaritemskim merilom, kjer vsak interval ene magnitude ustreza spremembi gostote svetlobnega toka 1001/5 ali približno 2,512 krat. Tako je zvezda z magnitudo 1m prbližno 2,5-krat navidezno svetlejša od zvezde z magnitudo 2m in podobno naprej. Na polagi takšnega merila ima vsaka zvezda z magnitudama med 5,5 in 6,5 magnitudo 6m in naprej. S takšno matematično strogostjo bi morala imeti zvezda z magnitudo 1m magnitudi med 0,5 in 1,5, tako da zvezde z manjšim izsevom od 0,5 ne bi spadale sem, kakor tudi najsvetlejše zvezde z negativimi vrednostmi. Zato se rabi širša definicija zvezde z magnitudo 1m tudi za vsako zvezdo z magnitudo manj kot 0,5, na primer za Vego.

#### Izsev na dani razdalji in absolutni izsev
Podobno je moč izračunati izsev na dani razdalji in absolutni izsev:
{\displaystyle {\frac {L_{\star }}{L_{\odot }}}={\frac {a_{\star }}{a_{0}}}^{2}10^{0,4(m_{\odot }-m_{\star })}\!\,}
{\displaystyle L_{\star }=0,0813\,a_{\star }^{2}\,10^{-0,4m_{\star }}L_{\odot }\!\,.}
Kakšen je izsev Sirija? Sirij je oddaljen 8,6 sv. l. in ima absolutni izsev -1,47m.
{\displaystyle L_{\mathrm {Sirij} }=0,0813\cdot 8,6^{2}\cdot 10^{-0,4\cdot (-1,47)}L_{\odot }=23,3L_{\odot }\!\,.}
Izsev Sirija je tako 23-krat večji od Sončevega.
Svetla zvezda z bolometrično magnitudo -10m ima izsev 106 L⊙, temna zvezda z absolutnim izsevom +17m pa ima izsev 10−5 L⊙. Absolutni izsev je neposredno povezan z izsevom, navidezni sij pa je tudi funkcija razdalje. Ker je moč z opazovanji meriti le navidezni sij telesa, je za določitev njegovega izseva potrebna ocena njegove oddaljenosti.